# Triple Crown of Surfing

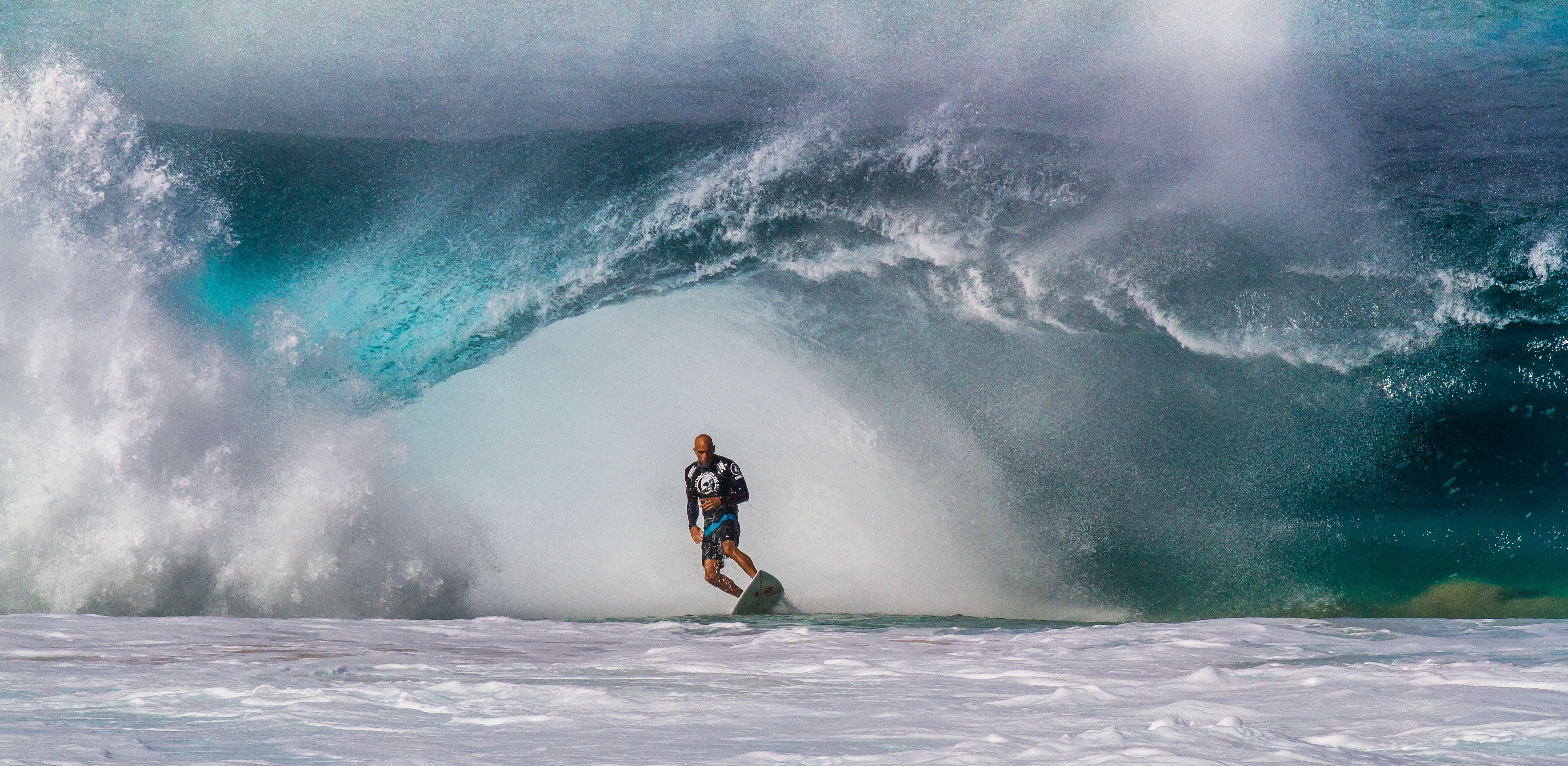
Kelly Slater, le plus grand surfeur du monde, échappe aux mâchoires de l'une des vagues les plus dangereuses au monde, Hawaii Banzai Pipeline, North Shore d'Oahu.

La Triple Crown of Surfing (ou Triple couronne de surf en français) est un événement majeur dans le monde du surf qui se déroule entre les mois de novembre et décembre sur les spots du North shore d'Oahu à Hawaii. Il se compose de 3 épreuves indépendantes :
- le Hawaiian Pro à Haleiwa Ali'i Beach Park ;
- la World Cup of Surfing à Sunset Beach ;
- les Pipeline Masters à Banzai Pipeline.

Chaque victoire sur l'un de ces spots constitue l'un des joyaux de la couronne alors que celle-ci est décernée au mieux classé sur ces trois épreuves. La dernière épreuve sur le spot de Banzai Pipeline compte également pour le championnat du monde pour lequel c'est également la dernière épreuve du calendrier.

## Points et classement final
Les surfeurs obtiennent des points en fonction de leur place finale dans chaque épreuve selon le tableau suivant. L'addition de ces points permet d'établir le classement de la Triple Couronne.
| Épreuve                           | Rang   | 1er    | 2e    | 3e    | 4e    | 5e    | 7e    | 9e    | 13e   | 17e   | 25e   | 33e   | 49e   |
| --------------------------------- | ------ | ------ | ----- | ----- | ----- | ----- | ----- | ----- | ----- | ----- | ----- | ----- | ----- |
| Hawaiian Pro World Cup of Surfing | Points | 10 000 | 8 000 | 6 700 | 6 300 | 5 300 | 5 100 | 3 800 | 3 600 | 2 300 | 2 100 | 1 100 | 1 000 |
| Pipeline Masters                  | Points | 10 000 | 8 000 | 6 700 | -     | 5 300 | -     | 3 800 | 2 300 | -     | 1 100 | -     | -     |

## Palmarès
| Année | Vainqueur          | Nationalité | Résultats | Résultats | Résultats | Résultats |
| Année | Vainqueur          | Nationalité | HWP       | WCS       | BPM       | Points    |
| ----- | ------------------ | ----------- | --------- | --------- | --------- | --------- |
| 2019  | Kelly Slater       | États-Unis  | 7e        | 25e       | 3e        | 13 900    |
| 2018  | Jesse Mendes       | Brésil      | 5e        | 2e        | 9e        | 17 100    |
| 2017  | Griffin Colapinto  | États-Unis  | 2e        | 4e        | 47e       | 15 312    |
| 2016  | John John Florence | Hawaï       | 1er       | 17e       | 5e        | 17 600    |
| 2015  | Gabriel Medina     | Brésil      | 7e        | 5e        | 2e        | 18 400    |
| 2014  | Julian Wilson      | Australie   | 2e        |           | 1er       |           |
| 2013  | John John Florence | Hawaï       |           | 5e        | 2e        |           |
| 2012  | Sebastien Zietz    | Hawaï       |           |           |           |           |
| 2011  | John John Florence | Hawaï       |           |           |           |           |
| 2010  | Joel Parkinson     | Australie   |           |           |           |           |
| 2009  | Joel Parkinson     | Australie   |           |           |           |           |
| 2008  | Joel Parkinson     | Australie   |           |           |           |           |
| 2007  | Bede Durbidge      | Australie   |           |           |           |           |
| 2006  | Andy Irons         | Hawaï       |           |           |           |           |
| 2005  | Andy Irons         | Hawaï       |           |           |           |           |
| 2004  | Sunny Garcia       | Hawaï       |           |           |           |           |
| 2003  | Andy Irons         | Hawaï       |           |           |           |           |
| 2002  | Andy Irons         | Hawaï       |           |           |           |           |
| 2001  | Myles Padaca       | Hawaï       |           |           |           |           |
| 2000  | Sunny Garcia       | Hawaï       |           |           |           |           |
| 1999  | Sunny Garcia       | Hawaï       |           |           |           |           |
| 1998  | Kelly Slater       | États-Unis  |           |           |           |           |
| 1997  | Mike Rommelse      | Australie   |           |           |           |           |
| 1996  | Kaipo Jaquias      | Hawaï       |           |           |           |           |
| 1995  | Kelly Slater       | États-Unis  |           |           |           |           |
| 1994  | Sunny Garcia       | Hawaï       |           |           |           |           |
| 1993  | Sunny Garcia       | Hawaï       |           |           |           |           |
| 1992  | Sunny Garcia       | Hawaï       |           |           |           |           |
| 1991  | Tom Carroll        | Australie   |           |           |           |           |
| 1990  | Derek Ho           | Hawaï       |           |           |           |           |
| 1989  | Gary Elkerton      | Australie   |           |           |           |           |
| 1988  | Derek Ho           | Hawaï       |           |           |           |           |
| 1987  | Gary Elkerton      | Australie   |           |           |           |           |
| 1986  | Derek Ho           | Hawaï       |           |           |           |           |
| 1985  | Michael Ho         | Hawaï       |           |           |           |           |
| 1984  | Derek Ho           | Hawaï       |           |           |           |           |
| 1983  | Michael Ho         | Hawaï       |           |           |           |           |